# .455ウェブリー弾
.455ウェブリー弾（.455ウェブリーだん）は、イギリスが開発した拳銃用実包で、ウェブリー・リボルバー用の弾薬である。

## 19世紀から20世紀までイギリスを支え続けた、ウェブリー・リボルバー専用弾
主に他の拳銃弾の多くと違い、９×18弾と似た形をしているものの炸薬量が少なく殺傷能力が足りないとして、あるとこでは豚の鼻で銃弾が止まり冬の分厚いコートを着ている場合銃弾が止まると言われているほど弱い。ウェブリー・リボルバ自体に銃剣が着用できることから、塹壕戦では大きく活躍したため相手を刺しながら撃つという事することでこの銃とこの弾丸が大きく活躍した。
| スタブアイコン | サブスタブ | この項目は、まだ閲覧者の調べものの参照としては役立たない、武器・兵器に関連した書きかけの項目です。この項目を加筆・訂正などしてくださる協力者を求めています（P:軍事/PJ:軍事）。 |